# Lista lotniskowców zniszczonych podczas działań wojennych
| Data zatopienia      | Bandera | Nazwa              | Klasa                  | Przyczyna zatopienia                                      |
| -------------------- | ------- | ------------------ | ---------------------- | --------------------------------------------------------- |
| 17 września 1939     |         | HMS „Courageous”   | lotniskowiec           | U-29                                                      |
| 8 czerwca 1940       |         | HMS „Glorious”     | lotniskowiec           | „Scharnhorst”, „Gneisenau”                                |
| 13 listopada 1941    |         | HMS „Ark Royal”    | lotniskowiec           | U-81                                                      |
| 21 grudnia 1941      |         | HMS „Audacity”     | lotniskowiec eskortowy | U-751                                                     |
| 27 lutego 1942       |         | USS „Langley”      | lotniskowiec           | japońskie lotnictwo                                       |
| 9 kwietnia 1942      |         | HMS „Hermes”       | lotniskowiec           | japońskie lotnictwo                                       |
| 7 maja 1942          |         | „Shōhō”            | lotniskowiec lekki     | amerykańskie lotnictwo                                    |
| 8 maja 1942          |         | USS „Lexington”    | lotniskowiec           | japońskie lotnictwo                                       |
| 4 czerwca 1942       |         | „Kaga”             | lotniskowiec           | amerykańskie lotnictwo                                    |
| 4 czerwca 1942       |         | „Sōryū”            | lotniskowiec           | amerykańskie lotnictwo, dobity torpedą                    |
| 5 czerwca 1942       |         | „Akagi”            | lotniskowiec           | amerykańskie lotnictwo, dobity torpedą                    |
| 5 czerwca 1942       |         | „Hiryū”            | lotniskowiec           | amerykańskie lotnictwo, dobity torpedą                    |
| 7 czerwca 1942       |         | USS „Yorktown”     | lotniskowiec           | I-168                                                     |
| 11 sierpnia 1942     |         | HMS „Eagle”        | lotniskowiec           | U-73                                                      |
| 24 sierpnia 1942     |         | „Ryūjō”            | lotniskowiec lekki     | amerykańskie lotnictwo                                    |
| 15 września 1942     |         | USS „Wasp”         | lotniskowiec           | I-19                                                      |
| 27 października 1942 |         | USS „Hornet”       | lotniskowiec           | japońskie lotnictwo i niszczyciele                        |
| 15 listopada 1942    |         | HMS „Avenger”      | lotniskowiec eskortowy | U-155                                                     |
| 27 marca 1943        |         | HMS „Dasher”       | lotniskowiec eskortowy | wewnętrzna eksplozja                                      |
| 24 listopada 1943    |         | USS „Liscome Bay”  | lotniskowiec eskortowy | I-175                                                     |
| 4 grudnia 1943       |         | „Chūyō”            | lotniskowiec eskortowy | USS „Sailfish” (SS-192)                                   |
| 29 maja 1944         |         | USS „Block Island” | lotniskowiec eskortowy | U-549                                                     |
| 19 czerwca 1944      |         | „Shōkaku”          | lotniskowiec           | USS „Cavalla” (SS-244)                                    |
| 19 czerwca 1944      |         | „Taihō”            | lotniskowiec           | wybuch oparów paliwa po storpedowaniu                     |
| 20 czerwca 1944      |         | „Hiyō”             | lotniskowiec           | amerykańskie lotnictwo                                    |
| 18 sierpnia 1944     |         | „Taiyō”            | lotniskowiec eskortowy | USS „Rasher”                                              |
| 17 września 1944     |         | „Unyō”             | lotniskowiec eskortowy | USS „Barb” (SS-220)                                       |
| 24 października 1944 |         | USS „Princeton”    | lotniskowiec lekki     | japońskie lotnictwo                                       |
| 25 października 1944 |         | „Chitose”          | lotniskowiec lekki     | amerykańskie lotnictwo                                    |
| 25 października 1944 |         | „Chiyoda”          | lotniskowiec lekki     | uszkodzony przez samoloty, zatopiony ogniem artyleryjskim |
| 25 października 1944 |         | „Zuihō”            | lotniskowiec lekki     | amerykańskie lotnictwo                                    |
| 25 października 1944 |         | „Zuikaku”          | lotniskowiec           | amerykańskie lotnictwo                                    |
| 25 października 1944 |         | USS „Gambier Bay”  | lotniskowiec eskortowy | okręty nawodne                                            |
| 25 października 1944 |         | USS „St. Lo”       | lotniskowiec eskortowy | kamikaze                                                  |
| 15 listopada 1944    |         | „Akitsu Maru”      | lotniskowiec eskortowy | USS „Queenfish” (SS-393)                                  |
| 17 listopada 1944    |         | „Shinyo”           | lotniskowiec eskortowy | USS „Spadefish” (SS-411)                                  |
| 29 listopada 1944    |         | „Shinano”          | lotniskowiec           | USS „Archerfish”                                          |
| 4 stycznia 1945      |         | USS „Ommaney Bay”  | lotniskowiec eskortowy | kamikaze                                                  |
| 17 lutego 1945       |         | „Yamashio Maru”    | lotniskowiec eskortowy | lotnictwo amerykańskie                                    |
| 21 lutego 1945       |         | USS „Bismarck Sea” | lotniskowiec eskortowy | kamikaze                                                  |
| 24 lipca 1945        |         | „Shimane Maru”     | lotniskowiec eskortowy | brytyjskie lotnictwo                                      |
| 27 lipca 1945        |         | „Amagi”            | lotniskowiec           | amerykańskie lotnictwo                                    |
| 19 grudnia 1944      |         | „Unryū”            | lotniskowiec           | USS „Redfish” (SS-395)                                    |

Ciężko uszkodzone – uznane za utracone:
- HMS „Nabob” U-354
- HMS „Thane” U-1172?, przypisywane błędnie (?) U-482